# Nariyasu Yasuhara
Nariyasu Yasuhara (安原 成泰 Yasuhara Nariyasu?,  nacido el 9 de agosto de 1968 en Aichi) es un exfutbolista japonés que se desempeñaba como centrocampista.

## Trayectoria

### Clubes
| Club                 | País    | Año         |
| -------------------- | ------- | ----------- |
| Nagoya Grampus Eight | Japón   | 1991 - 1994 |
| River Plate          | Uruguay | 1995        |
| Honda                | Japón   | 1996 - 1999 |